# Кленбутерол
Кленбутерол (Спиропент, Вентипулмин) је симпатомиметички амин који лица са поремећајима дисања користе као деконгестант и бронходилататор. Лица са хроничним поремећајима дисања, попут астме, кленбутерол користе као бронходилататор који им олакшава дисање. Најчешће је доступан као хидрохлоридна со кленбутерол хидрохлорид.

## Дејство и дозирање
Кленбутерол је β2 агонист који је по одређеним структурним и фармаколошким својствима сличан адреналину и салбутамолу, мада је дејство кленбутерола као психостимуланса и термогеничког лека јаче и дуготрајније. Кленбутерол доводи до повећања аеробног капацитета, стимулације централног нервног система, као и до повећања крвног притиска и протока кисеоника. Кленбутерол убрзава метаболизам телесних масти, истовремено повећавајући базални метаболизам. Обично се користи у дозама од 20-60 мг дневно.

## Хумана примена
Кленбутерол је у неким земљама одобрен као бронходилататор за астматичаре (само уз лекарски рецепт).

### Употреба као средство за побољшање перформанси
Као β2 симпатомиметик, кленбутерол је био кориштен као супстанца за побољшање спортских перформанси. Постоје бројни примери могућих злоупотреба овог лека. Неки од њих су:
- Шпанском бициклисти Алберту Контадору је забрањено да учествује у професионалним бициклистичким такмичењима током периода од две године након позитивног теста за кленбутерол на Тур де Франсу 2010.[4] Њему је одузета титула Тур де Франс 2010. након што је надмашио Андије Шлека за 39 секунди, као и титула Ђиро д'Италија 2011.[5]. Међутим, ЦАС је утврдио да Контадор није користио кленбутерол ради побољашања перформансе, него је вероватно тест био позитиван улед контаминације хране.[6].
- Америчка пливачица Џесика Харди је имала позитиван тест током САД припрема јула 2008. Она је одслужила једногодишњу суспензију, тврдећи да је несвесно конзумирала лек путем контаминиране хране.
- Пољски кану спринтер Адам Серочински је био дисквалификован због употребе лека након што је завршио четврти у К-2 1000 m трци на Летњим олимпијским играма 2008. у Пекингу.
- Јуна 2011, у узорцима крви играча Фудбалске репрезентације Мексика је нађен кленбутерол, али су ослобођени оптужби након што су тврдили да је кленбутерол унет путем контаминације хране.